# Manching
Manching est un bourg de Haute-Bavière (Oberbayern) rattachée à l'arrondissement (Landkreis)  de Pfaffenhofen an der Ilm au sud-est de Ingolstadt.

## Géographie
La municipalité de Manching regroupe les villages de Alt Manching, Donaufeld-(Siedlung), Im Wechselfeld, Oberstimm, Niederstimm, Pichl, Forstwiesen, Westenhausen, Lindach et Rottmannshart.

## Histoire
Du IIIe jusqu'au Ier siècle av. J.-C., l'emplacement avait été occupé par un oppidum celte. Une portion du mur d'enceinte est visible près de l'entrée de l'usine d'EADS (coupe transversale protégée montrant les strates d'agrandissement). Fouilles archéologiques, métallurgie celte (musée).
La bourgade appartenait depuis 1505 au duché de Neuburg-Sulzbach et au tribunal de Reichertshofen. Elle fut rattachée à la principauté du Prince électeur (Kurfürstentum) de Bavière à partir de 1777. La réforme administrative créa la ville actuelle par décret municipal en 1818.

### Musée celto-romain de Manching
Inauguré en 2006, le Musée celto-romain de Manching dédie la part principale de ses activités muséales à la mise en valeur de l’oppidum celte, de même qu'il expose les vestiges issus des autres sites archéologiques et historiques du bourg de Manching. Le musée sert ainsi de pont entre l’archéologie de Manching, le patrimoine du bourg et un large public, local comme touristique.
En 1999, un important trésor d'or d'origine celtique a été découvert dans le périmètre de l'oppidum. Il a été conservé et exposé au public dans le musée jusqu'à fin 2022, où 483 pièces d'or ont été dérobées. Ce trésor constituait la pièce-maîtresse du musée. Ce trésor n'a pas été retrouvé à ce jour.

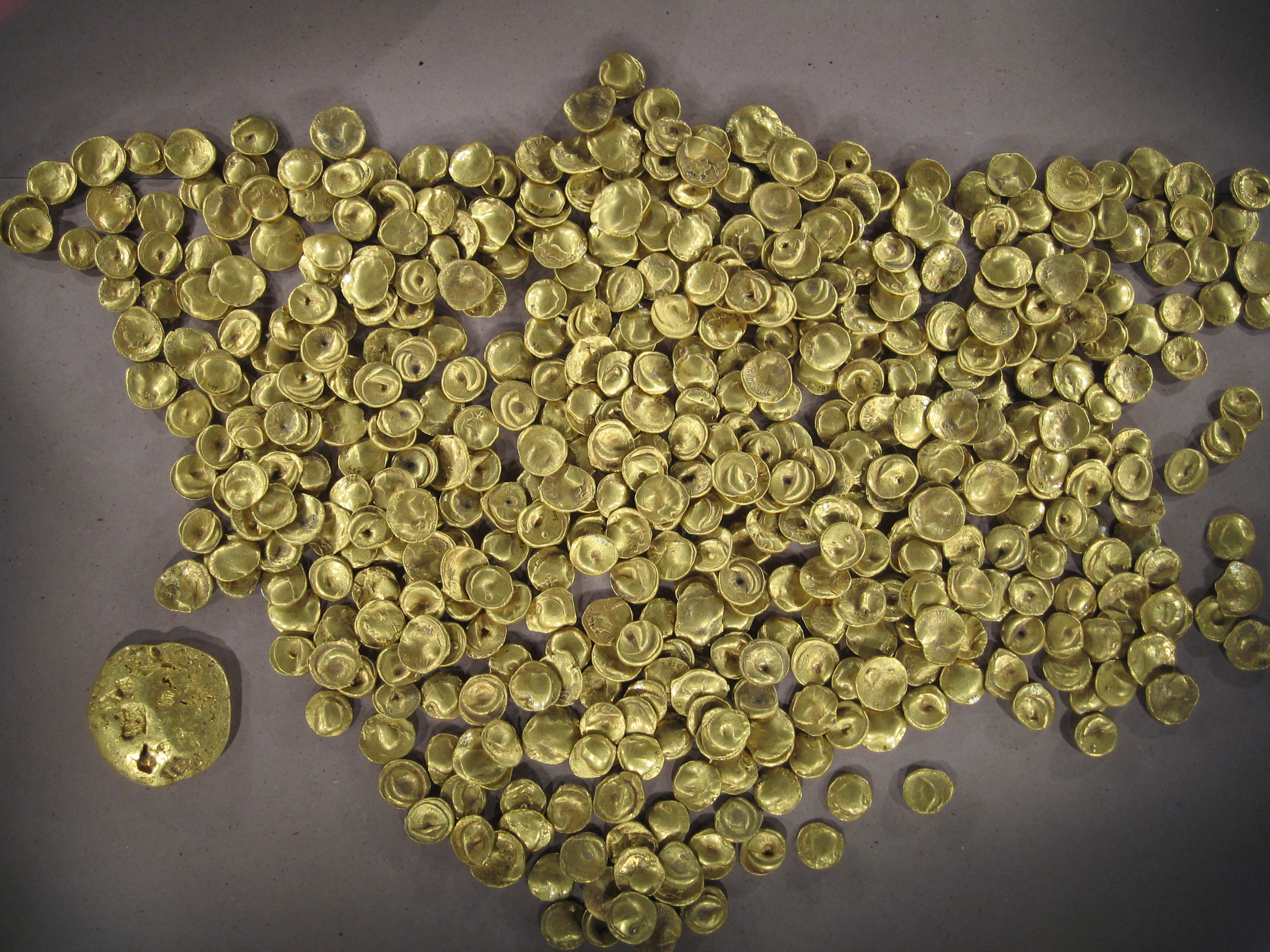
Trésor d'or celtique de Manching

## Vie politique
Le maire actuel (2006) est Otto Raith (CSU). Il succéda en 2002 à Albert Huch (Liste des électeurs sans étiquette).
Les revenus fiscaux de la ville se montaient en 1999 à 6,151 mio€, dont 1,351 mio€ de taxes professionnelles (Gewerbesteuer).

## Économie et infrastructure
En décembre 2008 le siège social de Cassidian (devenue par la suite Airbus Defence and Space) a été déplacé d'Ottobrunn à Manching. L'assemblage final de tous les Eurofighter Typhoon pour l'armée de l'air allemande et l'équipement des composants électriques du fuselage sont effectués sur le site de Manching. Airbus Defense and Space utilise le centre d'essais en vol de l'armée allemande (Wehrtechnische Dienststelle WTD 61) dont la piste sud (07R / 25L) possède une longueur de 2940 m et une largeur de 60 m ce qui en fait une des plus grandes d'Europe et a été désignée comme piste d'urgence officielle pour le projet de navette spatiale américaine.
La production et la maintenance d'autres avions militaires (Panavia Tornado, AWACS, C-160 Transall, Breguet Atlantic, Sikorsky CH-53 Sea Stallion, Lockheed P-3 Orion etc.) sont également localisées sur le site.

### Emploi
Le site d'Airbus Defence and Space et le centre d'essai en vol (le WTD 52) de l'Office fédéral des techniques d'armement et de l'approvisionnement (BWB) sont les plus importants employeurs de la ville.

### Enseignement / écoles
- Jardin d'enfants : 323 places pour 367 enfants
- Cours préparatoire et moyen : 3 écoles, 46 enseignants et 866 élèves
- Ecoles : 49 enseignants et 851 élèves (1999)